# Markus Tanner
Markus Tanner (15 januari 1954) is een voormalig profvoetballer uit Zwitserland die actief was als aanvallende middenvelder.

## Clubcarrière
Tanner speelde achtereenvolgens voor FC Basel, FC Luzern en FC Zürich. Hij won tweemaal de Zwitserse landstitel met FC Basel en één keer de Zwitserse beker.

## Interlandcarrière
Tanner speelde in totaal tien officiële interlands voor Zwitserland. Onder leiding van bondscoach Roger Vonlanthen maakte hij zijn debuut op 11 oktober 1978 in de EK-kwalificatiewedstrijd tegen Nederland (1-3) in Bern. Hij moest in die wedstrijd na 83 minuten plaatsmaken voor Roger Wehrli nadat hij in de 31ste minuut de enige treffer van de Zwitsers voor zijn rekening had genomen.

## Erelijst
FC Basel
- Zwitsers landskampioen

1977, 1980
- Zwitserse beker

1975